# تشاك بنتلي
تشاك بنتلي (بالإنجليزية: Chuck Bentley)‏ هو شخصية أعمال أمريكي، ولد في 2 يوليو 1957 في ويتشيتا فولز في الولايات المتحدة.